# Одноступенева орбітальна система

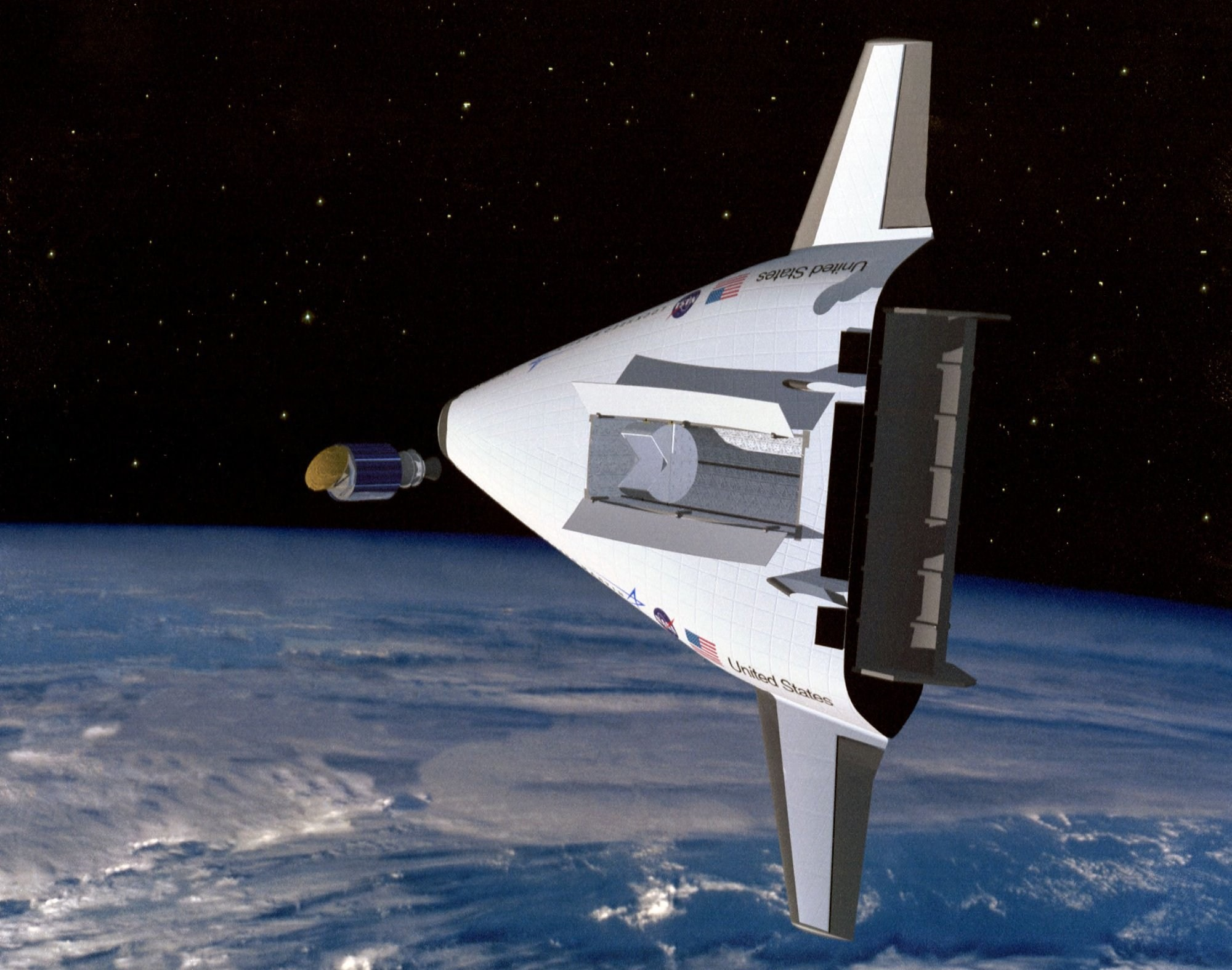
VentureStar був запропонованим космічним літаком SSTO.

Одноступеневий орбітальний апарат (англ. Single-stage-to-orbit, SSTO) — виходить на орбіту з поверхні тіла, використовуючи лише паливо та рідини та не витрачаючи баки, двигуни чи інше важливе обладнання. Цей термін зазвичай, але не виключно, відноситься до транспортних засобів багаторазового використання. На сьогоднішній день жодна ракета-носій SSTO з Землі ніколи не літала; орбітальні запуски з Землі виконувалися повністю або частково витратними багатоступінчастими ракетами.
Основною прогнозованою перевагою концепції SSTO є усунення заміни обладнання, властивого одноразовим пусковим системам. Однак одноразові витрати, пов’язані з проектуванням, розробкою, дослідженнями та проектуванням (DDR&E) систем SSTO багаторазового використання, набагато вищі, ніж систем одноразового використання, через значні технічні проблеми SSTO, якщо припустити, що ці технічні проблеми насправді можна вирішити.. Транспортні засоби SSTO також можуть вимагати значно більшого рівня регулярного технічного обслуговування.
Вважається незначною можливістю запустити з Землі одноступінчатий космічний корабель на хімічному паливі. Основними ускладнюючими факторами для SSTO з Землі є: висока орбітальна швидкість понад 7 400 метрів в секунду (27 000 км/год; 17 000 миль/год); необхідність подолання земного тяжіння, особливо на ранніх етапах польоту; і політ в атмосфері Землі, що обмежує швидкість на ранніх етапах польоту через опір, g, і впливає на роботу двигуна.
Досягнення ракетної техніки в 21-му столітті призвели до значного зниження вартості запуску кілограма корисного вантажу або на низьку навколоземну орбіту, або на Міжнародну космічну станцію, зменшуючи головну прогнозовану перевагу концепції SSTO.

## історія

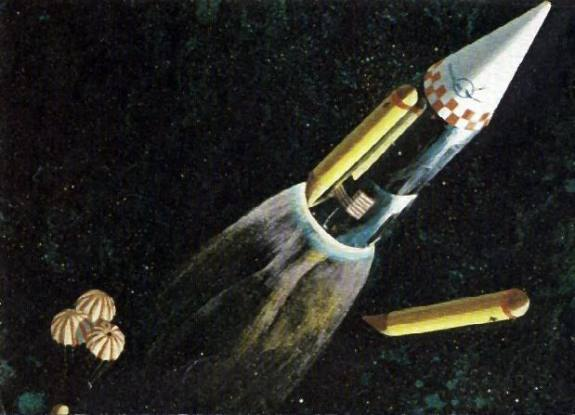
ROMBUS концепт-арт

До другої половини двадцятого століття космічні подорожі проводилися дуже мало. У 1960-х роках почали з’являтися одні з перших концептуальних проектів цього виду ремесел.
Однією з перших концепцій SSTO була одноступенева орбітальна космічна вантажівка (OOST), запропонована Філіпом Боно, інженером Douglas Aircraft Company. Також було запропоновано багаторазову версію під назвою ROOST.
Іншою ранньою концепцією SSTO була багаторазова ракета-носій під назвою NEXUS, яку запропонував Крафт Арнольд Еріке на початку 1960-х років. Це був один із найбільших космічних апаратів, коли-небудь розроблених із діаметром понад 50 метрів і здатністю піднімати до 2000 коротких тонн на орбіту Землі, призначений для місій у подальші місця Сонячної системи, такі як Марс.

### Технологія DC-X

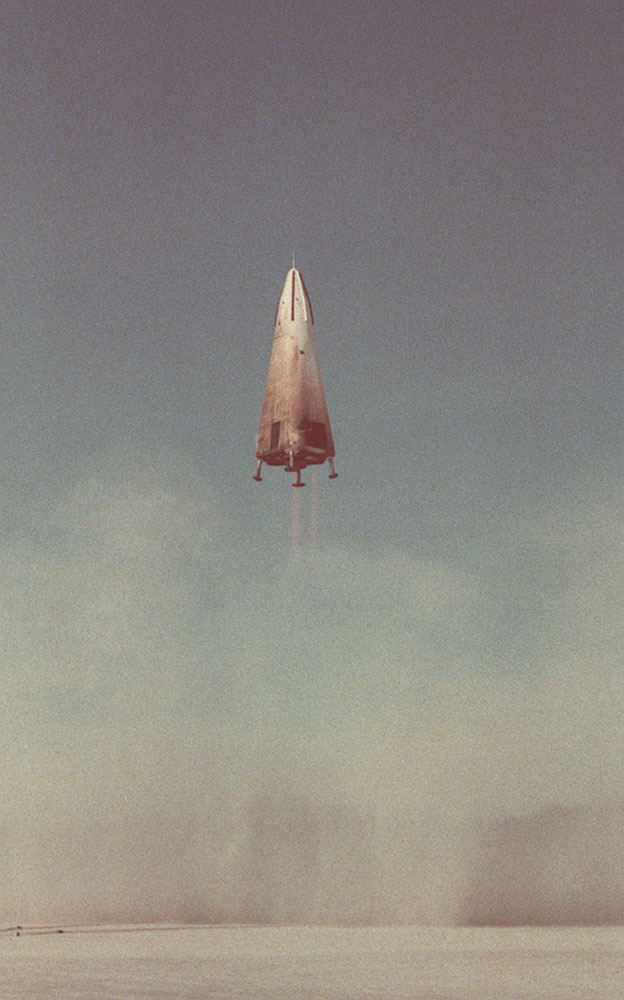
Перший політ DC-X

DC-X, скорочення від Delta Clipper Experimental, був демонстратором вертикального зльоту та посадки без екіпажу масштабу на одну третину для запропонованого SSTO. Це один із небагатьох прототипів SSTO, коли-небудь створених. Передбачалося кілька інших прототипів, у тому числі DC-X2 (напівмасштабний прототип) і DC-Y, повномасштабний корабель, здатний одноступінчатий виведення на орбіту. Жоден з них не був побудований, але в 1995 році проект перейшло в NASA, і вони побудували DC-XA, оновлений прототип масштабу в одну третину. Ця машина була втрачена, коли вона приземлилася лише з трьома з чотирьох розгорнутих посадкових площадок, через що вона перекинулася на бік і вибухнула. Відтоді проект не продовжувався. 
 